# Carole Duplessy-Rousée
Carole Duplessy-Rousée est une romancière française venant de Normandie, native de Rouen, née le 6 juillet 1967. Géographe de formation et professeur de lettres à Sotteville-lès-Rouen, elle écrit des romans contemporains dans l'esprit de ceux de Katherine Pancol. Elle est présidente de la Société des auteurs de Normandie.